# Pravoslavna crkva sv. Nikole u Starom Baru
Crkva sv. Nikole je pravoslavni hram u Starom Baru, Crna Gora. Pripada Mitropoliji crnogorsko-primorskoj Srpske pravoslavne crkve. Džamija Selimija se nalazi u blizini crkve.

## Povijest
Barska okolica 1877. godine nigdje nije imala pravoslavne crkve. Crkva svetog Nikole u Starom Baru je po nekim podatcima podignuta 1863. godine, a možda i po oslobođenju Bara od Turaka 1878. godine. U njoj je Duchess Jutta od Mecklenburga-Strelitz iz luteranizma prešla u pravoslavlje dobivši ime Milica. Nakon toga je 27. srpnja 1899. usljedila udaja na Cetinju za Danila Petrovića, sina kneza Nikole. Crkva je oltarom okrenuta ka istoku. Građena je od kamenih blokova, iako se u oltarskom dijelu izvana vidi da je na početku građena od drugog materijala. Crkva je djelomično freskopisana. Starije freske su u gornjem dijelu crkve (vremenom propale), a dolje su na stupovima novije freske (isto) slabijeg kvaliteta i male umjetničke vrijednosti. U crkvenoj porti (dvorištu) je nekada bilo groblje, po starom kršćanskom običaju da se mrtvi pokapaju oko crkava, gdje čekaju uskrsnuće mrtvih, a danas se više tu nitko ne pokapa. 

## Vanjske poveznice
|  | Zajednički poslužitelj ima još gradiva o temi Pravoslavna crkva sv. Nikole u Starom Baru |